# 兼田めぐみ
兼田 めぐみ（かねた めぐみ、3月8日 - ）は、日本の女性声優。2013年までラムズ所属だったが、ラムズが倒産したため現在はフリー。血液型はB型。自身のツイッターにて2017年に結婚したことを公表した。

## 出演作品
太字は、主役・メインキャラクター

### テレビアニメ
- 炬燵猫（2009年、アッくん、他）
- うんこさん純情派（2010年、運よし子）
- 食パンミミー（2010年、クリムーン、他）
- B型H系（2010年、女性客）
- ソッキーズ フロンティアクエスト（2011年、ブリモン）
- ぬっこ。（2012年、すみれの母、他）

### Webアニメ
- だめんず・うぉ〜か〜 THE アニメ（2010年、くらたま）

### ゲーム
- けい☆てん 〜ハトでもわかる激萌え麻雀〜（2010年、霜山麗）[1]
- 探偵オペラ ミルキィホームズ（2010年、子供、レポーター）

### ラジオ
- 兼田恵のビギナーズラジオ〜まだまだ修行中〜（HiBiKi Radio Station：2011年2月14日[2] - 7月25日）
- メグ伯爵と秘密の庭（HiBiKi Radio Station：2011年8月1日[3] - 2012年3月26日）
- メグ伯爵と秘密の庭（アキバBBチャンネル[4]：2012年4月2日 - ）

### ドラマCD
- THOR CODE（尼見翔太）
- 新新宿駅企画課 あるぷすひろば（レポーター）

### ナレーション
- 全国防犯協会連合会 教材ビデオナレーション
- キッズステーション　
  - アニメ天国
  - アニメぱらだいす!
- iPhone・iPad読み聞かせ絵本アプリ
  - 赤ずきんちゃん

### 吹き替え

#### 映画
- インフェクション/感染（ミア）
- お気にめすまま（ジョーン〈エレン・バーキン〉）
- 折れた矢（ナ・ヨンヒ）
- キラーズ・セッション（ジェイド〈ジェシカ・アルバ〉）
- 結婚前夜〜マリッジブルー〜（ジュヨン）
- サイレント・ナイト 悪魔のサンタクロース（オーブリー・ブラディモア〈ジェイミー・キング〉）
- ザ・タイガーキッド〜旅立ちの鉄拳〜（アストリ）
- 68キル（ヴァイオレット〈アリーシャ・ボー〉[5]）
- スーパー!（サラ〈リヴ・タイラー〉）
- スモール・アドベンチャー/パパママ救出大作戦（ザンドラ〈ダニエラ・プロイス〉[6]）
- タイム・パニック（エマ）
- チャンス!（ソフィー）
- デモンクエスト（サファ）
- 72時間タイムリミット（ローラ）
- ノー・セインツ 報復の果て（ナディア〈パス・ベガ〉[7]）
- バーニング・ブライト（トム）
- バトル・オブ・ダンジア 魔獣大戦（ルオ師匠〈ユエ・シン〉[8]）
- マーティン・フリーマンのスクール・オブ・ミュージカル（ジェニファー）
- マティアス&マキシム（サラ〈マリリン・キャストンゲ〉[9]）
- 名探偵ポワロ エンドハウスの怪事件（フレディ）
- ライフ・オブ・クライム（メラニー）

#### ドラマ
- オー・マイ・クムビ（ウンス）
- たった一人の私の味方（ナ・ホンジュ）
- ノーザン・レスキュー（ララ・アギラール、ステイシー）

## ディスコグラフィ

### Cy-Rim Project
| 枚 | 発売日        | タイトル                            | 規格品番      | 最高位 |
| -- | ------------- | ----------------------------------- | ------------- | ------ |
|    | 2010年8月27日 | AngelRing 〜繋げようよ 恋のリング〜 | 2010年8月27日 |        |

### タイアップ
| 楽曲                                | タイアップ                            | 時期   |
| ----------------------------------- | ------------------------------------- | ------ |
| AngelRing 〜繋げようよ 恋のリング〜 | ゲーム『AngelRing』オープニングテーマ | 2010年 |